# 璜泾镇
璜泾镇是江苏省太仓市所辖的7个镇之一，位于该市北部，长江入海口南岸，毗邻沙溪镇、浮桥镇以及常熟市的新港镇、支塘镇，隔江与海门市以及上海市崇明区相望。璜泾镇面积为83平方千米，主要经济是加弹产业,2010年常住人口6.8万人，流动人口3多万人）。

## 行政区划
璜泾镇辖2个管理区和13个村。
西塔社区、王秀社区、玉影山社区、银杏社区、新华村、荣文村、新联村、荡茜村、永乐村、王秀村、孙桥村、孟河村、杨漕村、新海村、新明村、长洲村和雅鹿村。

## 经济
璜泾镇被国家纺工协会授予“中国化纤加弹名镇”称号，化纤加弹占中国五分之一。

## 文化
江南丝竹和桥牌是璜泾镇的特色文化。 